# Jan Kuipers
Jan J.B. Kuipers (Zaamslag, 1953) is een auteur van fictie en non-fictie in diverse genres.
In 2005/2006 was hij stadsdichter van Middelburg.

## Boeken
- High van de Zeeuwse mist. Jeugd- en popcultuur in de delta, 1965-1975 (ZB Bibliotheek van Zeeland, 2024)
- Welkom in Welkom. Heropvoeding met geweld (De Erven M. Dähnhardt, 2023)
- De vlucht naar boven. Tegenculturen in Nederland in de jaren zestig en zeventig (WalburgPers, 2023)
- Dwepers en dromers. Tegenculturen in Nederland, 1890-1940 (WalburgPers, 2022)
- Vikingen. IJzeren eeuwen om de Noordzee (WalburgPers, 2020)
- Kapelle in strip | De Canon van Kapelle (Gem. Kapelle; Danker Jan Oreel, Frank Jonker, Jan J.B. Kuipers)
- Tigonius (St. Fantastische Vertellingen, 2020; met Gert P. Kuipers)
- De Hanze. Kooplui, koningen, steden en staten (WalburgPers, 2019)
- Zeeuwse erfgoedlijnen (Provincie Zeeland e.a., 2019; met Jeanine Dekker)
- Willem van Oranje. Prins in Opstand (WalburgPers, 2018)
- Houten Trouw (Verschijnsel, 2018)
- Westerschelde. Portret van een open zeearm (De Groote Roeibaerse, 2018; hoofdauteur)
- Willem III. De weerspannige koning (WalburgPers, 2017)
- Echografie (met Gert P. Kuipers; Liverse, 2017)
- Van Saxhaven tot Nieuwe Bierkaai. Archeologie en geschiedenis van de Hulster haven (Gemeente Hulst, 2017)
- Oosterschelde. Portret van een nationaal park (De Groote Roeibaerse, 2016; hoofdauteur)
- Karel de Grote. Stamvader van Europa (WalburgPers, 2016)
- Waluch de bard (Aspekt, 2016)
- Beveland, hart van Zeeland! (De Groote Roeibaerse, 2015; hoofdauteur)
- Der Kaiser! Glorie & ondergang van keizer Wilhelm II (Walburg Pers, 2015)
- De Beeldenstorm. Van oproer tot opstand in de Nederlanden (Walburg pers, 2015)
- 111 plekken in Zeeland die je gezien moet hebben (met Heleen Kuipers, fotografie; Thoth, 2015; 2e herz. dr. 2020, 3e herz. dr. 2023)
- Methoden tegen de helderheid (Liverse, 2014)
- De VOC. Een multinational onder zeil, 1602-1799 (Walburg Pers, 2014; 2e dr. 2016)
- Vrijheid, Gelijkheid, Broederschap. De Nederlanden in de Franse Tijd (Walburg Pers, 2013)
- De Staats-Spaanse Linies. Monumenten van conflict en cultuur (Den Boer | De Ruiter, 1e en 2e dr. 2013)
- Een ramp  van 5000 tekens (Liverse, 2013)
- Valkenisse. Geschiedenis, archeologie en topografie van een verdronken dorp op Zuid-Beveland (AWN, 2012; eindredacteur, coauteur)
- De put (een Siebe Edens-roman; Liverse, 2012)
- Hubake’s Huis (Verschijnsel, 2011)
- Tot het gaatje en dan verder. Veertig jaar opbouwwerk, van Rotterdam tot Afghanistan (Buro Werk op Maat, 2011; met Mar Aalders)
- Nederland  in de middeleeuwen. De canon van ons middeleeuws verleden (Walburg Pers, 2011; m.m.v. Goffe Jensma en Oebele Vries; 2e herz. dr. 2020)
- GOLVEN Walcheren in woord en beeld (Dichterbij Beeld, 2011; met Martin van Thiel, Jorien Brugmans)
- 'Ik ben een stenenbikker’. Peter de Jong (1920-1990), beeldhouwer (Den Boer/de Ruiter, 2010)
- Het geheim van Stille Zalm (Maretak, 2010)
- Hannelore, kind van een Duitse moeder in oorlogstijd, 1940-1947  (Den Boer/de Ruiter, 2010; met Gert P. Kuipers)
- Kleine leviathan (Verschijnsel, 2009)
- Geschiedenis van Zeeland. De Canon van ons Zeeuws verleden (Walburg Pers, 2009; met Johan Francke)
- Thuis in Zeeland  (Terra Lannoo, 2008)
- Het Spel om de Regendanser (Verschijnsel, 2007; met Gert P. Kuipers)
- In de Schaduw van Michiel (Den Boer / de Ruiter, 2007)
- Het Middelburgs Dozijn (De Erven M. Dähnhardt, 2006)
- Laaglandse Verhalen (Uitgeverij ADZ, 2006; co-redacteur, coauteur)
- Een ezel als passagier (ThiemeMeulenhoff, 2006; geheel herz. heruitgave)
- Red de beer! (ThiemeMeulenhoff, 2005 [2006])
- Brommers, gitaren en spandoeken. 50 Jaar jong in Zeeland (Aprilis, 2005)
- Het verhaal van Zeeland (Verloren, 2005; met Robbert Jan Swiers)
- Sluimerend in slik. Verdronken dorpen en verdronken land in zuidwest Nederland (Den Boer/De Ruiter, 2004; eindredacteur, coauteur)
- Kieperten en de toverwolk (Villa Alfabet, Uitgeverij Maretak, 2003)
- Die Stadts Nyeuwe Schuere. De Middelburgse Stadsschuur en zijn gebruikers (Den Boer/De Ruiter, 2003 ; eindredacteur, coauteur)
- Zeemanskunst. Schitterende schepen uit het werk van Jan de Quelery (Europese Bibliotheek, 2003)
- Van obelisk tot oorlogsgraf (Provincie Zeeland, 2002; met Peter Sijnke)
- Echo’s van het water. Vijftig jaar Februariramp 1953 (Comité Week van het Zeeuwse Boek; Den Boer/De Ruiter, 2002; met Cees Maas)
- Waar ben je, Rozel A? (Villa Alfabet, Uitgeverij Maretak, 2002)
- Maritieme geschiedenis van Zeeland. Water, werk, glorie en avontuur (Den Boer/De Ruiter, 2002)
- Zeeuws Dicht (Uitgeverij ADZ, 2001; co-redacteur, coauteur)
- De onderkant van de Markt (Uniepers, 2000; eindredacteur, coauteur)
- Van schandsteen tot straatkapel (Provincie Zeeland, 2000; met Peter Sijnke)
- Zeeland 1900-2000 (Den Boer/De Ruiter, 1999)
- Schouwen-Duiveland van oeverkant tot binnenland (De Vries, 1999; foto’s Anton DIngemanse)
- Philips van Marnix van Sint Aldegonde (Pandora, 1998; coauteur, redacteur)
- Zeeuwen tegen het water. Sporen van de waterstaatsgeschiedenis in Zeeland (Provincie Zeeland, 1998, 2e dr. 2001)
- Moord aan boord van de PSD (De Koperen Tuin, 1998)
- Inlagen en karrevelden (‘Het Zeeuwse Monument’; De Koperen Tuin, 1998; met Chiel Jacobusse)
- Elk moment de dageraad. Thoreau en het ontwaken (Slibreeks, 1997 [1998])
- Zilt en zoet. Sporen van watergebruik in Zeeland (Provincie Zeeland, 1997, 2e dr. 2000)
- Zeeuwen te water. Sporen van een maritiem verleden (Provincie Zeeland, 1996)
- Vondsten in Veere (Uniepers, 1996; redacteur; met Ellen Vreenegoor)
- Mooi Walcheren (De Koperen Tuin, 1996; met Robbert Jan Swiers)
- Dorpen in de Zak (De Koperen Tuin, 1996; met J. Bruijns en J. de Ruiter)
- Licht Zeeuws (Uitgeverij ADZ, 1996; redacteur, coauteur)
- Een ster om op te sturen (Pirola, 1995; met Doeke Roos en Jan de Quelery)
- De Zak in vogelvlucht (De Koperen Tuin, 1995; met J. Bruijns)
- Bannenfluister, hemelglas (Babel SF 10, 1995)
- Verdronken Land, Valkenisse en Keizershoofd (De Koperen Tuin, 1995; eindredacteur, coauteur)
- Een ezel als passagier (Meulenhoff Educatief, 1994)
- Het geheim van het zilveren harnas (Meulenhoff Educatief, 1994)
- De kam van de zeemeermin (Meulenhoff Educatief, 1994; 2e dr. ThiemeMeulenhoff, 2006)
- Geld uit de belt (ADZ, 1994; redacteur)
- Een zomerreis door 18de-eeuws Zeeland (De Koperen Tuin, 1992)
- Zeeuws Licht (ADZ, 1992; co-redacteur, coauteur)
- Dwaallichten in de Delta (De Koperen Tuin, 1988)

## Prijzen
- Bemoste Beeld-prijs (2024)
- Zeeuwse Boekenprijs (2005)
- Gorcumse Literatuurprijs 2004-2005.
- King Kong Award (1983 [met Gert P. Kuipers] en 1987), Millennium Award (1997)